# Le Pin-en-Mauges
Le Pin-en-Mauges é uma ex-comuna francesa na região administrativa da Pays de la Loire, no departamento de Maine-et-Loire. Estendeu-se por uma área de 17,07 km². Em 2010 a comuna tinha 1 332 habitantes (densidade: 78 hab./km²).
Em 15 de dezembro de 2015 foi fundida com as comunas de Andrezé, Beaupréau, La Chapelle-du-Genêt, Gesté, Jallais, La Jubaudière, La Poitevinière, Saint-Philbert-en-Mauges e Villedieu-la-Blouère para a criação da nova comuna de Beaupréau-en-Mauges.